# Дрегану-Олтень
Дрегану-Олтень, Дрегану-Олтені (рум. Drăganu-Olteni) — село у повіті Арджеш в Румунії. Адміністративний центр комуни Дрегану.
Село розташоване на відстані 122 км на північний захід від Бухареста, 14 км на північний захід від Пітешть, 98 км на північний схід від Крайови, 106 км на південний захід від Брашова.

## Населення
За даними перепису населення 2002 року у селі проживала 601 особа, усі — румуни. Усі жителі села рідною мовою назвали румунську.